# Podgaj (Markowce)
Podgaj – niegdyś wieś w gminie Sanok, powiecie sanockim, województwo podkarpackie. Obecnie część wsi Markowce.
Do roku 1772 Wólka, przysiółek wsi Markowce, należała administracyjnie do ziemi sanockiej województwa ruskiego. Od 1772 należała do cyrkułu leskiego, a następnie sanockiego. Po reformie administracyjnej w roku 1864, powiat sądowy sanocki, gmina wiejska Sanok w kraju Galicja. W roku 1898 Wólka miała 64 mieszkańców zamieszkujących 12 domów.